# Sân bay quốc tế V. C. Bird
Sân bay quốc tế V. C. (IATA: ANU, ICAO: TAPA) là một sân bay ở đảo Antigua, cách St. John's, thủ đô Antigua và Barbuda 8 km về phía đông bắc.
Sân bay này được quân đội Hoa Kỳ xây dựng làm căn cứ quân sự trong chiến tranh thế giới thứ hai và đặt tên là sân bay Coolidge theo tên của đại úy Hamilton Coolidge (1895-1918), một phi công của Bộ phận Không lực Lục quân Hoa Kỳ bị thiệt mạng trong chiến tranh. Năm 1948, căn cứ này được đổi tên thành Căn cứ không quân Coolidge. Năm 1949, sân bay này bị đóng cửa. Cho đến năm 1985, sân bay này vẫn có tên Sân bay quốc tế Coolidge và đã được đổi tên theo Sir Vere Cornwall Bird (1910-1999), thủ tướng đầu tiên của Antigua và Barbuda.

## Các hãng hàng không và tuyến bay
- Air Canada (Toronto-Pearson)
- Air Italy (Milan-Malpensa) [theo mùa]
- American Airlines (Miami)
  - American Eagle (San Juan)
- British Airways (Grenada, London-Gatwick, Saint Kitts, Tobago)
- Carib Aviation (Anguilla, Barbuda, Dominica-Canefield, Dominica-Melville Hall, Guadeloupe, Martinique, Montserrat, Nevis, Saint Kitts, St. Lucia, Saint Vincent, Tortola)(charters)
- Caribbean Airlines (Barbados, Kingston)
- Caribbean Helicopters (Montserrat, Saint Kitts, Nevis)
- Condor Airlines (Frankfurt, Porlamar)
- Cubana de Aviacion (La Habana)
- Delta Air Lines (Atlanta, New York-JFK)
- LIAT (Anguilla, Barbados, Dominica-Canefield, Dominica-Melville Hall, Grenada, Guadaloupe, Guyana, Montserrat, Nevis, Saint Croix, Saint Kitts, Saint Lucia, Saint Vincent, Sint Maarten, San Juan, Santo Domingo, Tortola, Trinidad)
- Skyservice (Toronto-Pearson) [theo mùa]
- St. Barth Commuter (St. Barthemely) (thuê bao)
- Thomson Airways (London-Gatwick)
- Trans Anguilla Airways (Anguilla)
- Virgin Atlantic (Barbados, London-Gatwick)
- Windward Islands Airways (Anguilla, Barbuda, Montserrat, Sint Maarten)

## Các hãng vận chuyển hàng hóa
- Ameriflight (San Juan)
- Amerijet (Miami, Santiago (DR), Saint Martin, Dominica)
- Air Transport International (Melbourne (FL))
- FedEx Express (Puerto Rico)
  - Mountain Air Cargo (Puerto Rico)
- DHL (Puerto Rico)